# يو إير
يو إير (باليابانية: 入江悠؛ بالكانا: いりえ ゆう) هو كاتب سيناريو ومخرج ياباني، ولد في 25 نوفمبر 1979 في يوكوهاما في اليابان.

## وصلات خارجية
- يو إير على موقع IMDb (الإنجليزية)
- يو إير على موقع ألو سيني (الفرنسية)
- يو إير على موقع أول موفي (الإنجليزية)
- يو إير على موقع أول موفي (الإنجليزية)
- يو إير على موقع قاعدة بيانات الفيلم (الإنجليزية)
- يو إير على موقع كينوبويسك (الروسية)